# 锦屏街道 (宁波市)
锦屏街道，是中华人民共和国浙江省宁波市奉化区下辖的一个街道办事处，辖区面积44.03平方公里，因境内锦屏山而得名:52。

## 历史
唐开元二十六年（738年）设奉化县，属奉化乡，为县治所在地，宋至清属奉化乡、连山乡、禽孝乡，民国初属奉化区，1919年属城区，县城称城里，集市称大桥镇，1939年属奉中镇、大桥镇、进化一乡，1949年为奉中镇、大桥镇，属大桥区，1950年撤销大桥区，奉中镇、大桥镇为直属镇，含西坞区长汀乡，1951年奉中镇、大桥镇合并为城关镇，1952年城关镇改为城关区，辖奉中镇、大桥镇，1954年属奉中镇、锦屏乡、三溪乡，其中锦屏乡属江口区，三溪乡属方门区，1955年城关区不设镇，1956年三溪乡、锦屏乡河头村、西圃村、仁湖村并入奉中镇，1958年改为大桥公社奉中管理区、大桥管理区，1961年改为奉中公社、大桥公社，属城关区，1962年撤销城关区，奉中公杜东门大队、东关大队、北门大队、西锦大队、奉南大队、正明大队归大桥公杜，大桥公社五星（明化）大队划归舒家公杜，1963年大桥公社更名为城关公社，1964年城关公社改为城关镇，1970年奉中公社并入城关镇，1980年城关镇改为直属镇，1981年城关镇更名为大桥镇，2001年6月撤销大桥镇，以县江为界，以西设立锦屏街道，以东设立岳林街道:14-17、52:48-49。

## 行政区划
锦屏街道下辖以下地区：
奉中社区、锦山社区、东门社区、光明社区、南门社区、花园社区、庄山社区、春晖社区、居敬社区、长岭社区、长汀社区、阳光社区、西岸村、朱家河村、东关村、奉南村、正明村、西锦村、西溪村、城西岙村、北街村、上宋村、外应村、西圃村、长岭村、河头村、山岭村、塘下村、石柱村、溪岙村、塔水村和三溪农场。